# Martien Vreijsen
Martien Vreijsen (Breda, 15 november 1955) is een Nederlands voormalig profvoetballer. Hij maakte zijn debuut bij NAC en speelde verder voor Feyenoord en FC Twente. Vreijsen was een rechtsbuiten. Tijdens zijn loopbaan deed Vreijsen een studie Makelaardij en Assurantiën.

## Debuut
Na bij NAC in de jeugd gespeeld te hebben, mocht hij voor het eerst zijn opwachting maken in het eerste elftal op 5 november 1972 tijdens de thuiswedstrijd NAC-Excelsior. De wedstrijd eindigde in 2-1 winst voor NAC. In zijn debuutseizoen (1972-1973) kwam hij verder tot 18 wedstrijden en 1 doelpunt en won hij op 17-jarige leeftijd zijn allereerste prijs: de KNVB beker.

## Feyenoord
Na drie seizoenen in Breda verkaste de rechtsbuiten naar Rotterdam om voor Feyenoord te gaan spelen. Hij maakte zijn debuut bij Feyenoord in Utrecht tegen FC Utrecht op 17 augustus 1975. Feyenoord won deze wedstrijd met 2-1. Vreijsen kwam in zijn beste seizoen 1975-1976 31 keer in actie voor Feyenoord en scoorde hierin negentienmaal. Het tweede seizoen kwam hij ook nog vaak in actie, maar het derde seizoen speelde Vreijsen maar in tien wedstrijden voor de Rotterdamse club en hij verhuisde dan ook weer in de winterstop terug naar NAC.

## Verder verloop carrière
Vreijsen speelde daarna nog vier en een half seizoen bij NAC, waarna hij in de winterstop van het seizoen 1981-1982 vertrok naar FC Twente. Met Twente degradeerde de voetballer naar de Eerste divisie in zijn tweede seizoen, maar promoveerde gelijk weer na een seizoen. Hij speelde vier en een half seizoen in Enschede. Zijn laatste wedstrijd in het profvoetbal was de thuiswedstrijd FC Twente - Fortuna Sittard op 11 mei 1986. De wedstrijd eindigde in een 3-1 winst voor de Tukkers.

## Na zijn carrière
In 1990 werd hij manager bij zijn debuutclub NAC. Op 1 januari 1995 werd hij directeur van deze club, totdat hij in juni 1998 bij een makelaarsbureau ging werken. Van 1 mei 2001 tot januari 2003 was hij commercieel directeur bij Go Ahead Eagles.

## Oranje
Vreijsen mocht eenmaal zijn opwachting maken voor Oranje. In 1980 werd hij, zonder een interland gespeeld te hebben, geselecteerd door bondscoach Jan Zwartkruis voor het EK in Italië. Vreijsen speelde in de met 1-0 gewonnen wedstrijd tegen Griekenland een helft mee en werd vervangen door Dick Nanninga. Het zou voor hem bij deze ene interland blijven. 'Vreijsen kwam nauwelijks aan de bal en had hij hem wél, kon het twee kanten op: een risicoloos breedtepassje of balverlies', schreef Ruud Doevendans daarover. Ook Willy van de Kerkhof was later heel negatief over de keuze voor Vreijsen, maar aan het einde van de eerste helft gaf hij nog een gevaarlijke voorzet die René van de Kerkhof niet kon binnenkoppen.
| Seizoen       | Club      | Wedstrijden | Doelpunten | Competitie     |
| 1972/73       | NAC       | 18          | 1          | Eredivisie     |
| 1973/74       | NAC       | 24          | 4          | Eredivisie     |
| 1974/75       | NAC       | 33          | 10         | Eredivisie     |
| 1975/76       | Feyenoord | 31          | 19         | Eredivisie     |
| 1976/77       | Feyenoord | 33          | 7          | Eredivisie     |
| 1977/nov-/77  | Feyenoord | 10          | 2          | Eredivisie     |
| Nov-1977/1978 | NAC       | 23          | 6          | Eredivisie     |
| 1978/1979     | NAC       | 32          | 7          | Eredivisie     |
| 1979/1980     | NAC       | 32          | 8          | Eredivisie     |
| 1980/1981     | NAC       | 29          | 12         | Eredivisie     |
| 1981/jan-1982 | NAC       | 15          | 3          | Eredivisie     |
| jan-1982/1982 | FC Twente | 15          | 6          | Eredivisie     |
| 1982/1983     | FC Twente | 31          | 7          | Eredivisie     |
| 1983/1984     | FC Twente | 31          | 7          | Eerste divisie |
| 1984/1985     | FC Twente | 34          | 2          | Eredivisie     |
| 1985/1986     | FC Twente | 13          | 0          | Eredivisie     |
| Totaal        | Totaal    | 404         | 98         |                |

## Palmares
- KNVB beker: (NAC - 1973)
- Promotie naar Eredivisie: (FC Twente - 1984)